# Медеу (селезащитная плотина)
Медеу — высокогорная селезащитная плотина, перекрывающая реку Малая Алматинка в урочище Медеу в Алма-Ате. Построена в 1966—1980 годах на высоте 1750 метров над уровнем моря для защиты города от селевых потоков.

## Предпосылки строительства

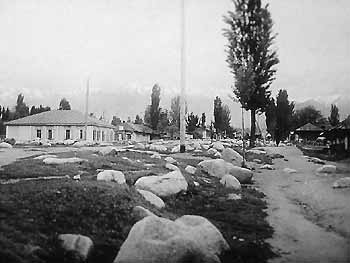
Последствия селя 1921 года

По причине природно-климатических особенностей предгорий Заилийского Алатау Алма-Ата и прилегающие к ней районы страдали от разрушительных селей. Наиболее ранние свидетельства об этих геологических катастрофах относятся к XIII—XIV вв. н. э. Так при проведении археологических раскопок Талгарской крепости, профессор археологии В. Д. Городецкий, обнаружил разрушенные древние сооружения, у стен которых были найдены человеческие останки без признаков захоронения. Раскопками Д. О. Святского обнаружены следы катастрофического селевого потока высотой до 43 м, прошедшего в XVII веке в долине реки Талгар. Имеются описания селевых потоков 28 мая (9 июня) 1887 года (возник из-за Верненского землетрясения), 22 декабря 1910 (4 января 1911) года (Кеминское землетрясение). Исследования ученых показывают, что сели в бассейне реки Малая Алматинка были в 50-х годах XVIII века, а также в 1789, 1837,1850 гг., в 70-х годах XIX века, в 1902, 1916 гг. 8 июля 1921 года мощный ливень, который накрыл всю альпийскую зону гор, вызвал схождение селя по руслам притоков Малой Алматинки — рекам Чимбулак, Сарисай, Куйгенсай (Горельник), Жарбулак (Казачка). Расход потока тогда достигал 1000—1500 м³/сек, а общий объём селевого потока составил около 3 500 000 кубометров грязекаменной массы. В Алма-Ате и окрестностях погибли более 500 человек. В городе были разрушены или сильно повреждены более 150 домов и до 300 хозяйственных и промышленных сооружений.
После потока 1921 году начались селетехнические мероприятия, в 1934 году была создана служба предупреждения и оповещения о селях при Казахском управлении гидрометслужбы.
Первый проект селезащиты столицы Казахской ССР был составлен в 1934—1935 годах и доработан в 1937 году экспедицией Всесоюзного лесомелиораторного института, он предусматривал посадку деревьев в бассейнах рек. В 1937—1939 годах второй проект разработала экспедиция Академии коммунального хозяйства РСФСР имени К. Д. Памфилова на основе исследований селя 1921 года. Третий проект появился в 1938—1937 годах, он предусматривал озеленение, строительство большого количества барражей (запруд) и котлованов-селеуловителей. В 1940 году был представлен четвёртый проект, в котором основную роль играли котлованы-селеуловители общим объёмом 2,4 млн м³. Реализации этого проекта помешала война и опасение возникновения повторных селевых потоков ниже котлованов.

## Проект

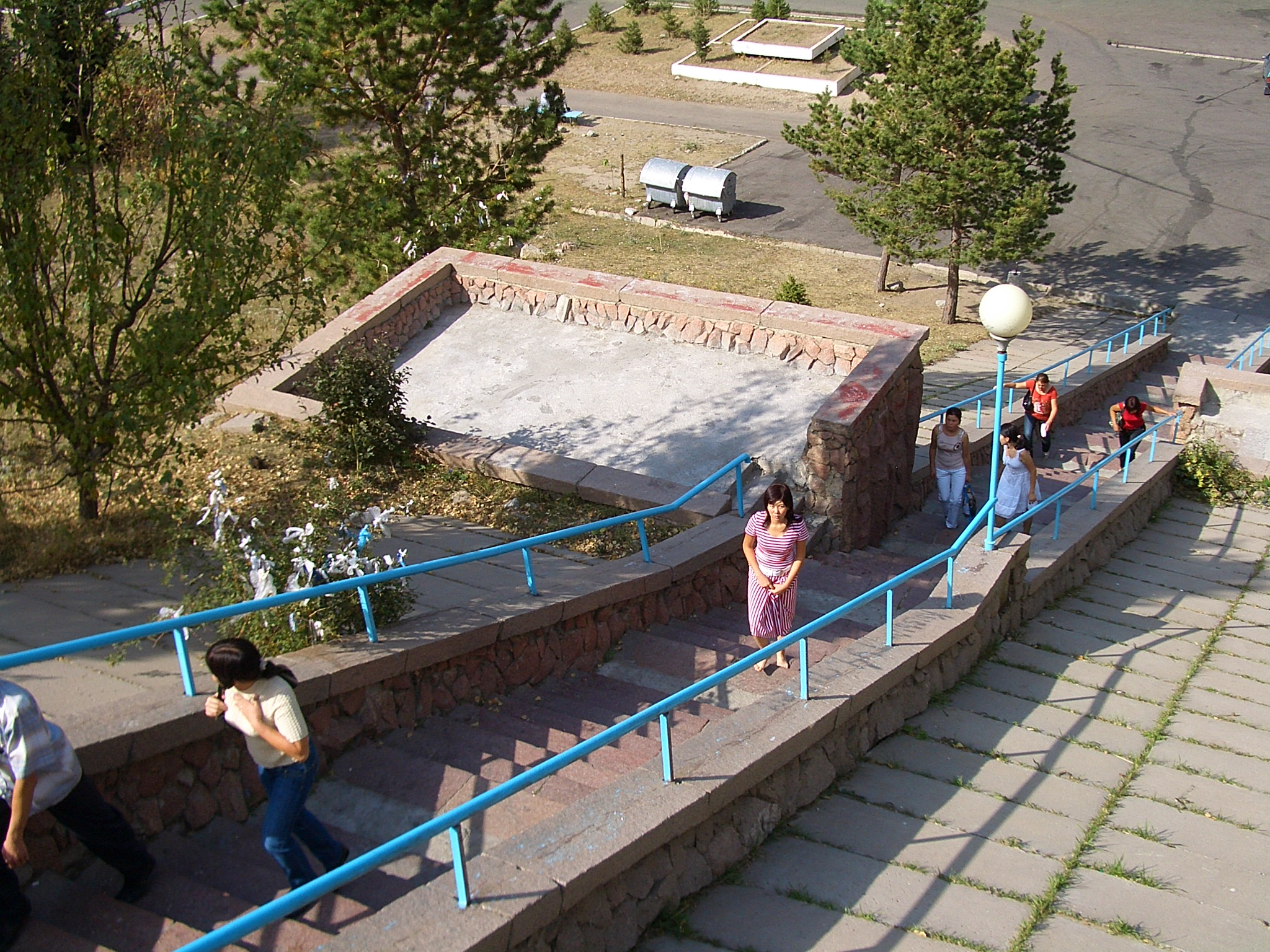
Лестница на плотине Медеу

Впервые строительство плотины в урочище Медеу было предусмотрено проектом Всесоюзного государственного проектно-изыскательского и научно-исследовательского института «Гипроводхоз», разработанном в 1953—1959 гг. В этом проекте был учтен опыт селей 1951 и 1956 годов, которые имели ледниковое происхождение. Емкость селехранилища воздвигаемой плотины была намечена 5,6 млн м³; 1,5 млн м³ должны быть сброшены в нижний бьеф в течение нескольких дней после селя с безопасными (до 30 м3/с) расходами. Проектом также предусматривалось строительство Есентайского водоотделителя, обвалование русла, строительство плотин в районе Есентайской дамбы и в урочище Мынжылкы. Строительство плотины с помощью направленных взрывов вызвало многочисленные возражения. Из-за этого к работе в 1961 году был привлечен институт «Гидропроект», который поддержал эту идею.
Важность работ по селезащите показала Иссыкская катастрофа, которая произошла 7 июля 1963 года в 40 км восточнее Медеу. Тогда сель уничтожил до полутора сотен алмаатинцев, отдыхавших на берегу озера Иссык в воскресный день. Уже в августе 1963 года Совет Министров КазССР принял решение «О мерах защиты г. Алма-Аты от селевых потоков».
В 1964 г. был разработан проект гравитационной каменно-набросной плотины Казахским филиалом института «Гидропроект». Учитывая опыт селя 1963 года её конструкция была значительно усилена. Авторы проекта — Г. Шаповалов и Ю. Зиневич. Консультанты — академики М. А. Лаврентьев, М. А. Садовский, Н. В. Мельников и Л. И. Седов.
Местоположеним плотины был выбран восточный склон горы Мохнатая сопка на высоте 1750 метров над уровнем моря, сразу за спортивным комплексом «Медеу». В этом месте берега реки Малой Алматинки сходились на расстояние 60-70 м и образовывали крутые склоны с углами около 45°.
Первоначально плотина была спроектирована высотой 110 м, что позволяло образовать селехранилище объёмом 6,2 млн кубометров. После схода селя в 1973 году высоту плотины увеличили. Сейчас селезащитная плотина имеет высоту 150 метров, длину вдоль гребня — 530 м, ширину у основания — 800 м. Борта плотины в примыканиях составлены палеозойскими среднезернистыми и крупнозернистыми трещиноватыми гранитами. Фундамент — селевые отложения мощностью до 60 метров. Максимальный расчетный расход воды в створе плотины — 30 кубических метров в секунду. Объём селехранилища составляет 12,6 млн кубометров.
Комплекс гидротехнических сооружение включает каменно-насыпную плотину, водосбросные туннели, правобережный и русловой водоприемники для сброса бытовых отходов, основной левобережный водоприемник для сброса водной составляющей селевых потоков на любой отметке заполнения селехранилища.
Архитектурный ансамбль плотины включает лестницы с площадками для отдыха, облицованные гранитными плитами. На гребне плотины установлены навесы, по обе стороны плотины построен декоративно-защитный железобетонный парапет и установлены светильники.

## Строительство
Плотина высотой 110 метров, впервые в мировой практике, была создана с помощью направленных взрывов. Для создания плотины необходимых размеров в её тело требовалось уложить не менее 3 млн кубометров камня.
Подготовительные работы начались в 1959 г., но в 1961 г. стройка была законсервирована в связи с переработкой проекта.
После возобновления строительства в левом склоне была выполнена проходка туннеля, в который отвели воды реки. Затем взрывами в два этапа было возведено основное тело плотины. Автором проекта взрывных работ был старший инженер «Союзвзрывпрома» А. Кобзев, начальником взрыва — управляющий трестом «Казахвзрывпром» И. Иттер.
Первые взрывы были выполнены на правом склоне 21 октября 1966 года. Для подготовки серии взрывов были пройдены три горизонтальные штольни и пять камер, в которых разместили 5 300 тонн взрывчатых веществ. Четыре камеры, в которых разместили заряды общей массой 1690 т, располагались на глубине 50 м от поверхности склона и образовывали фронт шириной 150 м вытянутый вдоль склона. Основной заряд массой 3600 т разместили в камере на глубине 80 м от поверхности. Вначале взорвали первый ряд зарядов. Он создал плоскость обнажения, в сторону которой через 3,5 секунды направил свое действие основной заряд. В результате взрывов было перемещено 1‚5 — 2,0 миллиона кубометров раздробленного гранита, которые перекрыли ущелье и образовали плотину высотой не менее 60 м.
| Внешние изображения                                                                                               | Внешние изображения                                                    |
| --- | ---------------------------------------------------------------------- |
| Последовательные стадии развития правобережного взрыва, снятые со стороны нижнего бьефа плотины (от катка Медео). |                                                                        |
| | Вид ущелья до взрыва                                                   |
| | Прошло 8 секунд с момента взрыва                                       |
| | Облако раскалённых газов и пыли через 30 секунд после взрыва           |
| | Вид ущелья, зафиксированный киноаппаратами через 2 минуты после взрыва |

Второй этап взрывов провели 14 апреля 1967 года. Теперь уже на левом берегу было выполнено 3 горизонтальные штольни длиной около 100 м и 10 камер, расположенных двумя дугами общей шириной около 200 м вдоль склона, в которых разместили более 4000 т взрывчатых веществ. Первый ряд из пяти зарядов находился на глубине 35-40 м от поверхности горы. Общая масса зарядов составила 1117 т. Камеры второго ряда располагались на глубине 65-75 м от поверхности. Общая масса зарядов в этом ряду составила 2825 т. Через 2 с после взрыва зарядов первого ряда был взорван второй ряд. Расположение зарядов по дуге было задумано для лучшей направленности броска породы на гребень плотины. Второй этап взрывов увеличил объём плотины до 3 млн кубометров. Из раздробленного гранита, плотно уложенного взрывами, сформировалось тело плотины средней высотой около 85 метров, шириной по основанию — более 500 метров, шириной по гребню — около 100 метров.
После взрывов начались работы по планировке взорванной породы и механизированной досыпке гребня плотины в объёме 0,2 млн кубометров. Для досыпки использовалась раздробленная порода, которая оставалась на склонах.
Каменно-насыпная плотина высотой 107 метров и объёмом селехранилища 6 200 000 кубических метров была сдана в эксплуатацию в 1972 году. Однако весь комплекс, включая водосборные сооружения ещё не был достроен.
Вскоре селезащитная плотина Медеу прошла испытание на прочность — 15 июля 1973 года по руслу Малой Алматинки произошёл сход катастрофического селя объёмом до 5 300 000 кубометров. Плотина приняла на себя главный удар: грязекаменный поток отрезал дорогу и в течение трёх часов пытался прорвать дамбу. При этом в селехранилище образовалось масса, не оставившая свободного объёма для задержания новых селей. Живописное горное ущелье превратилось в пустынный каньон. Сель разрушил жилые корпуса турбазы «Горельник», привёл к большим человеческим жертвам. Селевые массы завалили водопропускные сооружения, отток воды прекратился, уровень воды стал приближаться к верхнему бьефу, началась фильтрация через тело плотины.
Принятыми усилиями был организован сброс воды в нижний бьеф с помощью насосов, земснаряды убирали селевые массы, построен обводной водовод.
Окончательно, восстановленная после катастрофы 1973 года, плотина была сдана в эксплуатацию в 1980 году. Высота плотины составляет 150 метра, ширина по гребню — 20 м, по основанию — 800 м. Объём селехранилища — 12 600 000 кубометров. В тело плотины уложено 8,5 млн м³ породы. Система водосбросных туннельных и водоприемных сооружений обеспечивает регулируемый безопасный сброс воды с расходом до 30 м³/с с любого горизонта селехранилища. Стоимость сооружения — 33,9 млн рублей.
По подсчетам, плотина Медеу сможет выдержать поток грязекаменной массы втрое превышающий объём селя 1973 года.
В 2011 году над плотиной была построена канатная дорога от Медеу до Шымбулака.
Уникальные взрывы, использовавшиеся при строительстве плотины использовались для проведения различных исследований, в том числе сейсмических.

## Памятник истории и культуры
10 ноября 2010 года был утверждён новый Государственный список памятников истории и культуры местного значения города Алматы, одновременно с которым все предыдущие решения по этому поводу были признаны утратившими силу. В этом Постановлении был сохранён статус памятника местного значения селезащитной платины в урочище Медеу. Границы охранных зон были утверждены в 2014 году.